# 阮美鳳
阮美鳳，現為無綫電視編審。曾在香港電視網絡任職編劇、編審。在無綫擔任《大澳的天空》、《Yummy Yummy》、《法證先鋒》等作品編劇，後轉職至香港電視，擔任《導火新聞線》編劇及《四年B班》編審，於香港電視不獲發牌之後返回無綫電視。

## 編審／編劇列表

### 電視劇（無綫電視）
- 1995年：《金牙大狀（貳）》編劇、《刀馬旦》編劇
- 1996年：《闔府統請》編劇
- 1997年：《大澳的天空》編劇、《花木蘭》編劇
- 1999年：《刑事偵緝檔案IV》編劇、《金玉滿堂》編劇、《雙面伊人》編劇
- 2000年：《無業樓民》編劇
- 2002年：《繾綣仙凡間》編劇、《洛神》編劇
- 2003年：《花樣中年》編劇、《鳳舞香羅》編劇
- 2004年：《水滸無間道》編劇
- 2005年：《Yummy Yummy》編劇
- 2006年：《法證先鋒》編劇、《最美麗的第七天》編劇、《飛短留長父子兵》編劇
- 2008年：《搜神傳》編劇、《珠光寶氣》編劇
- 2009年：《有營煮婦》編劇、《碧血鹽梟》編劇
- 2010年：《誘情轉駁》編劇
- 2011年：《隔離七日情》編劇、《仁心解碼》編劇
- 2018年：《宮心計2深宮計》編審（與林少枝合作）
- 2020年：《法證先鋒IV》編審（與冼翠貞、梁敏華合作）
- 2021年：《把關者們》編審（與梁敏華合作）
- 2023年：《法言人》編審（與梁敏華合作）

### 電視劇（香港電視網絡）
- 2015年：《還來得及再愛你》編劇、《導火新聞線》編劇
- 2015年：《四年B班》編審

### 電視劇（壹電視）
- 2013年：《幸福蒲公英》